# Pierre Le Fort
Pierre Le Fort, auch: Pierre Lefort, Peter von Le Fort oder Pierre Chevalier de Le Fort, russisch Пётр Лефорт (* 14. Märzjul. / 24. März 1676greg. in Genf; † 7. Maijul. / 18. Mai 1754greg. in Möllenhagen) war ein Genfer Militär in russischen Diensten.

## Leben

### Herkunft
Die Familie Le Fort waren Hugenotten, die aus dem Piemont nach Genf geflüchtet waren und dort als Kaufleute zu Wohlstand und Ansehen gekommen waren. Seine Eltern waren der 1698 von Kaiser Leopold I. in den Reichsritterstand erhobene Genfer Staatsrat Ami Lefort (1635–1719) und dessen Gattin Madeleine Mestrezat (1688–1702). Er war ein Neffe und Haupterbe des François Le Fort, der als Vertrauter des Zaren Peter I. der erste russische Admiral war.

### Laufbahn
Er trat 1694 bzw. 1696 auf Anregung des Onkels in russische Kriegsdienste ein. Er begleitete die Mission Peter des Großen nach Holland im Range eines Sekretärs. 1700 wurde er nach der Schlacht bei Narva gefangen genommen und von den Schweden nach Stockholm gebracht. Zuletzt bekleidete er ab 1709 den Rang eines Generalleutnants.
1733 bzw. 1743 zog sich Le Fort auf die von ihm erworbenen Güter Möllenhagen, Marin, Rethwisch, Lehsten, Bocksee und Klockow in Mecklenburg zurück. Er wurde zum Stifter der mecklenburgischen Linie der Familie, deren Wirken sich danach im norddeutschen Raum abspielte.

### Familie
Le Fort heiratete 1713 in Smolensk in erster Ehe Elisabeth Justine de Weide, Tochter des russischen Generals Adam van der Weyde (1667–1720). In zweiter Ehe vermählte er sich 1717 mit Sophia Amalie von Barner, Tochter des Friedrich von Barner auf Ganzkow und der Lucia von Jasmund. Aus zweiter Ehe gingen zwei Söhne und zwei Töchter hervor.